# El Tapatío
El Tapatío fue un tren de pasajeros que brindó servicio de transporte de pasajeros y correo entre la Ciudad de México y Guadalajara. Fue operado por Ferrocarriles Nacionales de México, brindando un "servicio expreso" entre la Ciudad de México y la Guadalajara.

## Historia
El tren en su servicio normal tenía más de 90 estaciones en todo su recorrido, tendiendo sus estaciones principales en Buenavista, Irapuato y Guadalajara.
El ramal de la Línea A de la red ferroviaria nacional, el cual fue inaugurado en 1888, llegaba en su comienzo tan solo a la capital de Jalisco por su importancia como medio de transporte masivo y foráneo de pasajeros. Con el tiempo, dicho ramal el cual era el Irapuato-Guadalajara, dio origen a la nueva Línea T, la cual iba de Guadalajara hacia Nogales, completada en 1943, así como a la expansión de la Línea I hacia la costa del Pacífico en el estado de Colima, esto para favorecer el transporte de carga marítima desde Manzanillo hacia la Ciudad de México, pasando por Guadalajara, desde 1957.
El Tapatio fue alrededor de 1960 uno de los cuatro últimos trenes totalmente Pullman de América del Norte. Los viejos y pesados coches cama Pullman, pintados de color turquesa claro con una franja roja, fueron sustituidos por coches más nuevos comprados por Ferrocarriles Nacionales de México de segunda mano en Estados Unidos.
Desde su inauguración en 1888, hasta su clausura en 1998, el Tapatío emulaba el servicio del tren de largo recorrido como el Regiomontano, cuya ruta era el doble que la del Tapatío aunque su velocidad era también mayor; ambos solo tenían escalas en estaciones de las ciudades importantes. El servicio expreso iba dirigido, al igual que el Regiomontano, a usuarios de clase media o alta; quienes viajaban en coches camas de la compañía fabricante estadounidense Pullman.

### Privatización
Tras ser privatizada la red ferrocarrilera entre 1995 a 1998 por el expresidente Ernesto Zedillo, Grupo México con Ferromex decide finalizar la ruta tren El Tapatío idefinidamente el 13 de febrero de 1998.

### Reanudación (Tren México-Guadalajara-Nogales)
El 20 de noviembre de 2023, el gobierno de Andrés Manuel López Obrador anuncia decreto para reactivar siete rutas de trenes de pasajeros. Entre las que se encuentra la de México–Querétaro–Guadalajara–Tepic–Mazatlán–Nogales (El Tapatío y El Costeño).
El 13 de octubre de 2024, la presidenta Claudia Sheinbaum inicio los trabajos preliminares de la obra del Tren México-Guadalajara-Nogales y concluirán en 2029, comenzando el tramo Ciudad de México-Querétaro y Querétaro-Irapuato.